# Thyreus parthenope
Thyreus parthenope là một loài Hymenoptera trong họ Apidae. Loài này được Lieftinck mô tả khoa học năm 1968.